# 잉그리드 피트

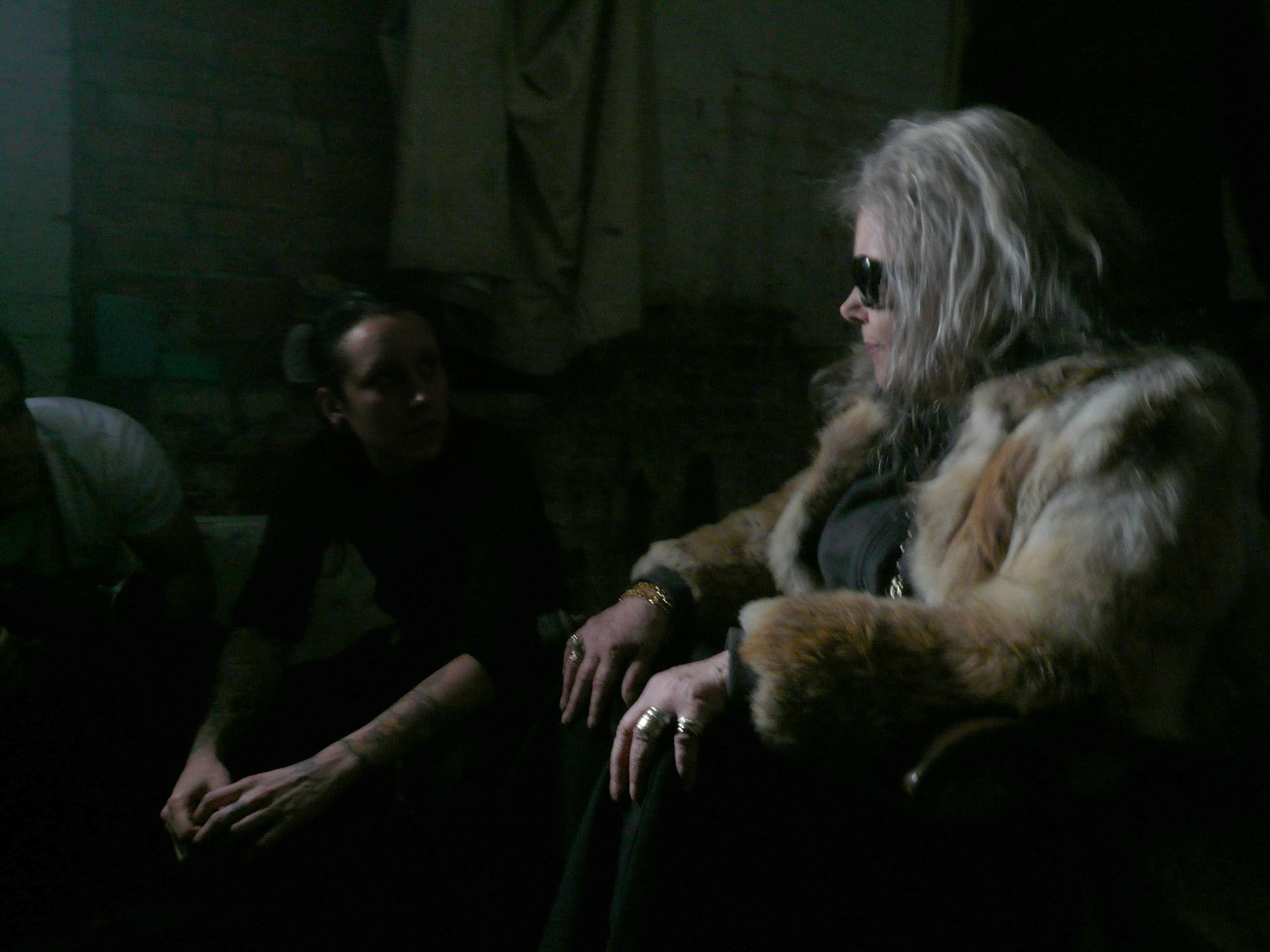

잉그리드 피트(Ingoushka Petrov, 1937년 11월 21일 ~ 2010년 11월 23일)는 폴란드의 작가, 영화배우이다.
바르샤바에서 태어났으며 사우스런던에서 사망하였다.

## 도서
- James Bernard, Composer To Count Dracula
- The Mammoth Book of Vampire Stories by Women

## 영화
- 잉그리드 핏: 비욘드 더 포레스트 (2011년)
- 비욘드 더 레이브 (2008년)
- 미노타우르 (2006년)
- 한나스 워 (1988년)
- 언더월드 (1985년)
- 지옥의 특전대 2 (1985년)
- 007 옥터퍼시 (1983년)
- SAS 특공대 (1982년)
- 위커 맨 (1973년)
- 흡혈귀 요르가 백작 2 (1971년)
- 드라큐라 백작부인 (1971년)
- 뱀파이어 연인 (1970년)
- 독수리 요새 (1968년) - 헤이디 역
- 퍼니 씽 해펀드 온 더 웨이 투 더 포럼 (1966년)